# Robin Le Normand
Robin Aimé Robert Le Normand (* 11. listopadu 1996) je španělský profesionální fotbalista, který hraje na pozici středního obránce za klub Atlético Madrid. Narodil se ve Francii, ale hraje za španělský národní tým.

## Klubová kariéra

### Brest
Narodil se v Pabu, v departementu Côtes-d'Armor, v regionu Bretaň a jako mládežnický hráč hrál za Brest. Dne 21. září 2013 debutoval v seniorském fotbale, když nastoupil v rezervním týmu při venkovní prohře 0:1 v Championnat National 3 proti Lannionu.
Le Normand vstřelil svůj první seniorský gól 19. března 2016, když vsítil třetí branku svého týmu při remíze 3:3 na hřišti Fougères. Svůj profesionální debut si odbyl 15. dubna, kdy nastoupil při venkovní prohře 2:1 proti Sochaux v Ligue 2.

### Real Sociedad
Dne 5. července 2016 podepsal dvouletou smlouvu s Realem Sociedad a byl přidělen do B-týmu v Segunda División B. V srpnu 2018 obdržel novou smlouvu na další dva roky.
Le Normand debutoval v prvním týmu – a La Lize – 26. listopadu 2018, kdy nastoupil při domácím vítězství 2:1 nad Celtou Vigo. 12. února prodloužil smlouvu s klubem do roku 2022 a 9. června byl definitivně povýšen do prvního týmu.
Po odchodu Héctora Morena se Le Normand stal nedílnou součástí základní jedenáctky. Svůj první gól v La Lize vstřelil 30. listopadu 2019, kdy otevřel skóre při domácí výhře 4:1 nad Eibarem. Dne 4. června 2020 byl odměněn prodloužením smlouvy do roku 2024. 19. prosince skóroval při výhře 8:0 na hřišti klubu Becerril hrajícího Tercera División v prvním kole Copa del Rey; hrál také při výhře 1:0 nad rivalem z baskického derby Athleticem Bilbao v odloženém finále 3. dubna 2021.
Le Normand byl zvolen hráčem měsíce La Ligy za říjen 2021 a stal se tak prvním obráncem od dob Diega Godína z Atlética Madrid v roce 2014. V sezoně 2021/22 odehrál 48 z 51 zápasů, vynechal pouze jeden ligový zápas kvůli suspendaci a poté prodloužil smlouvu do roku 2026.

## Reprezentační kariéra
V květnu 2023 udělila španělská Rada ministrů Le Normandovi španělské občanství poté, co žil téměř sedm let ve Španělsku, což znamenalo, že mohl začít hrát za španělský národní tým. 2. června byl zařazen do 23členného kádru pro Ligu národů UEFA, debutoval o 13 dní později při semifinálové výhře 2:1 nad Itálií, kde nastoupil ve středu obrany po boku dalšího naturalizovaného Francouze Aymerica Laporteho. 18. června nastoupil ve finále, když Španělsko porazilo Chorvatsko v penaltovém rozstřelu a získalo svůj první titul v Lize národů.
Dne 19. listopadu 2023 vstřelil Le Normand svůj první gól za Španělsko v závěrečném kvalifikačním utkání na Mistrovství Evropy ve fotbale 2024 – výhře 3:1 nad Gruzií.

## Osobní život
Mladší bratr Le Normanda, Théo, je také profesionálním fotbalistou, který debutoval za Guingamp v roce 2021.

## Statistiky

### Klubové
Platí k zápasu hranému 16. května 2024.
| Klub              | Sezóna            | Liga                   | Liga   | Liga | Národní pohár | Národní pohár | Kontinentální | Kontinentální | Ostatní | Ostatní | Celkově | Celkově |
| Klub              | Sezóna            | Soutěž                 | Zápasy | Góly | Zápasy        | Góly          | Zápasy        | Góly          | Zápasy  | Góly    | Zápasy  | Góly    |
| ----------------- | ----------------- | ---------------------- | ------ | ---- | ------------- | ------------- | ------------- | ------------- | ------- | ------- | ------- | ------- |
| Brest II          | 2013/14           | Championnat National 3 | 7      | 0    | —             | —             | —             | —             | —       | —       | 7       | 0       |
| Brest II          | 2014/15           | Championnat National 3 | 13     | 0    | —             | —             | —             | —             | —       | —       | 13      | 0       |
| Brest II          | 2015/16           | Championnat National 3 | 19     | 2    | —             | —             | —             | —             | —       | —       | 19      | 2       |
| Brest II          | Celkově           | Celkově                | 39     | 2    | —             | —             | —             | —             | —       | —       | 39      | 2       |
| Brest             | 2015/16           | Ligue 2                | 1      | 0    | 0             | 0             | —             | —             | —       | —       | 1       | 0       |
| Real Sociedad B   | 2016/17           | Segunda División B     | 26     | 1    | —             | —             | —             | —             | —       | —       | 26      | 1       |
| Real Sociedad B   | 2017/18           | Segunda División B     | 38     | 2    | —             | —             | —             | —             | —       | —       | 38      | 2       |
| Real Sociedad B   | 2018/19           | Segunda División B     | 18     | 1    | —             | —             | —             | —             | —       | —       | 18      | 1       |
| Real Sociedad B   | Celkově           | Celkově                | 82     | 4    | —             | —             | —             | —             | —       | —       | 82      | 4       |
| Real Sociedad     | 2018/19           | La Liga                | 4      | 0    | 3             | 0             | —             | —             | —       | —       | 7       | 0       |
| Real Sociedad     | 2019/20           | La Liga                | 31     | 1    | 8             | 1             | —             | —             | —       | —       | 39      | 2       |
| Real Sociedad     | 2020/21           | La Liga                | 33     | 0    | 2             | 0             | 7             | 0             | 1       | 0       | 43      | 0       |
| Real Sociedad     | 2021/22           | La Liga                | 37     | 1    | 4             | 0             | 7             | 1             | —       | —       | 48      | 2       |
| Real Sociedad     | 2022/23           | La Liga                | 33     | 0    | 4             | 0             | 4             | 0             | —       | —       | 41      | 0       |
| Real Sociedad     | 2023/24           | La Liga                | 29     | 2    | 7             | 0             | 7             | 0             | —       | —       | 43      | 2       |
| Real Sociedad     | Celkově           | Celkově                | 167    | 4    | 28            | 1             | 25            | 1             | 1       | 0       | 221     | 6       |
| Celkově v kariéře | Celkově v kariéře | Celkově v kariéře      | 287    | 10   | 28            | 1             | 25            | 1             | 1       | 0       | 341     | 12      |

### Reprezentační
Platí k zápasu hranému 15. června 2024.
| Národní tým | Rok     | Zápasy | Góly |
| ----------- | ------- | ------ | ---- |
| Španělsko   | 2023    | 8      | 1    |
| Španělsko   | 2024    | 4      | 0    |
| Celkově     | Celkově | 12     | 1    |

#### Reprezentační góly
Platí k zápasu hranému 15. června 2024.
Skóre a výsledky Španělska jsou vždy zapsány jako první. Góly Robina Le Normanda jsou zvýrazněny.
| Gól | Datum              | Místo                                        | Zápas | Soupeř | Skóre | Výsledek | Soutěž                                            |
| --- | ------------------ | -------------------------------------------- | ----- | ------ | ----- | -------- | ------------------------------------------------- |
| 1.  | 19. listopadu 2023 | Estadio José Zorrilla, Valladolid, Španělsko | 8.    | Gruzie | 1:0   | 3:1      | Kvalifikace na Mistrovství Evropy ve fotbale 2024 |

## Úspěchy
Real Sociedad
- Copa del Rey: 2019/20

Španělsko
- Liga národů UEFA: 2022/23

Individuální
- Hráč měsíce La Ligy: říjen 2021